# Tango (1998)
Tango är en argentinsk-spansk musikalfilm från 1998 regisserad av Carlos Saura.

## Handling
Mario är en regissör som ska göra den ultimata tangofilmen. Det blir komplicerat när han blir kär i en ung danserska som är flickvän till en mäktig och farlig investerare i filmen.

## Om filmen
Filmen är inspelad i Buenos Aires. Den hade premiär i Argentina den 6 augusti 1998 och i Sverige den 30 juli 1999, den svenska åldersgränsen är 7 år.
Filmen var nominerad till bästa icke engelskspråkiga film vid Oscarsgalan 1999.

## Rollista (urval)
- Miguel Ángel Solá - Mario Suárez
- Cecilia Narova - Laura Fuentes
- Mía Maestro - Elena Flores

## Musik i filmen
- Los inmigrantes skriven av Lalo Schifrin
- Quién hubiera dicho, skriven av Luis César Amadori och R. Sciannarella, framförd av Adriana Varela
- Flores del alma, skriven av A. Lucero, M. García Ferrari och J. Larenza, framförd av Viviana Vigil och Héctor Pilatti
- Quejas de bandoneón, skriven av Juan De Dios Filiberto
- Picante, skriven av J.I. Padula
- El Chocolo, skriven av A. Villoldo, E.S. Discépolo och J.C. Marambio Catan
- Tango para percusión, skriven av Lalo Schifrin, framförd av Cecilia Narova och  Carlos Rivarola
- La yumba, skriven av Osvaldo Pugliese
- Caminito, skriven av Juan De Dios Filiberto och G. Coria Peñaloza
- Tango del atardecer, skriven av Lalo Schifrin, framförd av Cecilia Narova, Mia Maestro och Carlos Rivarola
- Tango lunaire, skriven av Lalo Schifrin, framförd av Cecilia Narova och Mia Maestro
- La represión, skriven av Lalo Schifrin, framförd av Mia Maestro och danensembeln
- Corazón de oro, skriven av F. Canaro och J. Fernández Blanco, framförd av danensembeln
- Tango bárbaro, skriven av Lalo Schifrin, framförd av Cecilia Narova och Carlos Rivarola
- Recuerdo, skriven av Osvaldo Pugliese och E. Moreno, framförd av Juan Carlos Copes och Lorena Yacono
- A Juan Carlos Copes, skriven av A. Gómez och N. Ramos, framförd av Mia Maestro, Juan Carlos Copes och danensembeln
- Arrabal amargo, skriven av Carlos Gardel och Alfredo Le Pera, sång Carlos Gardel
- A fuego lento, skriven av Horacio A. Salgán, framförd av El Nuevo Quinteto Real
- Nostalgias, skriven av J.C. Cobian och Enrique Cadícamo, framförd av Mia Maestro
- Se dice de mí skriven av Francisco Canaro och Ivo Pelay, sång Tita Merello och Roxana Fontan
- Zorro gris, skriven av R. Tuegols och F. García Giménez, framförd av Lucas Galera och Sabrina Morales
- Calambre, skriven av Astor Piazzola, framförd av Julio Bocca,Carlos Rivarola och danensembeln
- Va pensiero från Nabucco av Giuseppe Verdi, framförd av tyska operans orkester
- La cumparsita, skriven av Gerardo Matos Rodríguez, E. Maroni och P. Contursi, framförd av Cecilia Narova och Juan Carlos Copes

## Utmärkelser
- 1998 - Filmfestivalen i Cannes - Tekniska stora priset Vittorio Storaro
- 1998 - Madridimagen - Publikens pris, Vittorio Storaro
- 1998 - Madridimagen - Bästa cinematografi, Vittoro Storaro
- 1999 - American Choreography Award - Bästa prestation i spelfilm, Juan Carlos Copes, Carlos Rivarola och Ann Maria Stekelman
- 1999 - Argentinean Film Critics Association Awards - Silverkondoren - Bästa cinematografi, Vittorio Storaro
- 1999 - Goya - Bästa ljud, Jorge Stavropulos, Alfonso Pino och Carlos Faruelo
- 1999 - Italian National Syndicate of Film Journalists - Silverbandet - Bästa cinematografi, Vittorio Storaro
- 1999 - San Diego Film Critics Society Awards - SDFCS Award - Bästa film på utländskt språk